# Deutsche Ringermeisterschaften 1927
Die 19. deutschen Meisterschaften im Ringen wurden 1927 in Nürnberg ausgetragen. 

## Ergebnisse

### Fliegengewicht
| Platz | Sportler         | Stadt/Verein        |
| ----- | ---------------- | ------------------- |
| 1     | Georg Gerstacker | ASC Sandow Nürnberg |
| 2     | Eugen Winkes     | Ludwigshafen        |
| 3     | Ernst Anschütz   | Zella-Mehlis        |

### Bantamgewicht
| Platz | Sportler     | Stadt/Verein               |
| ----- | ------------ | -------------------------- |
| 1     | Johann Ohl   | Großzimmern                |
| 2     | Kurt Füglein | SV Maxvorstadt 04 Nürnberg |
| 3     | Paul Reiber  | TSV Musberg                |

### Federgewicht
| Platz | Sportler    | Stadt/Verein       |
| ----- | ----------- | ------------------ |
| 1     | Josef Sürth | Köln               |
| 2     | Bottner     | ASV Heros Dortmund |
| 3     | Adolf Krehl | Untertürkheim      |

### Leichtgewicht
| Platz | Sportler        | Stadt/Verein     |
| ----- | --------------- | ---------------- |
| 1     | Eduard Sperling | SC Nürnberg 04   |
| 2     | Oswald Möchel   | Mülheim am Rhein |
| 3     | Paul Muschall   | Hörde            |

### Mittelgewicht
| Platz | Sportler      | Stadt/Verein |
| ----- | ------------- | ------------ |
| 1     | Hermann Simon | Koblenz      |
| 2     | Jean Földeák  | Hamburg      |
| 3     | August Schoß  | Hamburg      |

### Halbschwergewicht
| Platz | Sportler       | Stadt/Verein     |
| ----- | -------------- | ---------------- |
| 1     | Adolf Rieger   | SpVgg Berlin-Ost |
| 2     | Robert Rupp    | Ludwigshafen     |
| 3     | Emil Poganiatz | AK Pirmasens     |

### Schwergewicht
| Platz | Sportler        | Stadt/Verein  |
| ----- | --------------- | ------------- |
| 1     | Willi Müller    | ASV Kreuznach |
| 2     | Ferdinand Muß   | SK Hörde 04   |
| 3     | Karl Engelhardt | Osterfelde    |

## Deutsche Mannschaftsmeister 1927
Deutscher Mannschaftsmeister 1927 wurde der ASV Heros Dortmund. Vizemeister wurde zum dritten Mal in der Vereinsgeschichte der SC Nürnberg 04. Die Meisterschaftsmannschaft bestand aus folgenden Ringern: Hinmann, Maier, Ernst Steinig, Bottner, Schneppendahl, A. Vogedes und Hans Schütz.